# James Russo
James Russo est un acteur, producteur de cinéma et scénariste américain né le 23 avril 1953 à New York aux États-Unis. Il est apparu à la télévision ainsi qu'au cinéma dans plus de 90 films en trente ans.

## Filmographie

### Comme acteur

#### Cinéma
- 1982 : Ça chauffe au lycée Ridgemont d'Amy Heckerling : le voleur
- 1983 : Surexposé de James Toback : Nick
- 1984 : Il était une fois en Amérique de Sergio Leone : Bugsy
- 1985 : Cotton Club de   Francis Ford Coppola : Vince Hood
- 1985 : Le Flic de Beverly Hills de Martin Brest : Mikey Tandino
- 1986 : Extremities de Robert Milton Young : Joe
- 1987 : China Girl d'Abel Ferrara : Alby
- 1989 : La cintura de Giuliana Gamba : Vittorio De Simone
- 1990 : Nous ne sommes pas des anges de Neil Jordan : Bobby
- 1991 : Cold Heaven de  Nicolas Roeg : Daniel Corvin
- 1991 : My Own Private Idaho de Gus Van Sant : Richard Waters
- 1991 : Un baiser avant de mourir  (A Kiss Before Dying) de James Dearden : Dan Corelli
- 1992 : Illicit Behaviour de Worth Keeter : Bill Tanner
- 1993 : Snake eyes d'Abel Ferrara : Francis Burns
- 1994 : Belles de l'Ouest (Bad Girls) de Jonathan Kaplan : Kid Jarrett
- 1994 : Trauma de Dario Argento : le capitaine Travis
- 1995 : Alerte rouge (Condition Red)  de Mika Kaurismäki : Dan Cappelli
- 1995 : Panther de Mario Van Peebles : Rodgers
- 1996 : No way home (en) de Buddy Giovinazzo : Tommy
- 1997 : Donnie Brasco de Mike Newell : Paulie
- 1998 : Fait accompli d'Andrzej Sekula : Luc
- 1998 : The Postman de Kevin Costner : Idaho
- 1999 : La Neuvième Porte de Roman Polanski : Bernie
- 1999 : American Triade de Serge Rodnunsky (en) : John Rourke
- 2000 : Destruction totale (en) (Deep Core) de Rodney McDonald : Darryl Simmons
- 2001 : The House Next Door de Joey Travolta : Carl Schmidt
- 2003 : Sans issue (en) (The Box) de Richard Pepin : Frank Miles
- 2004 : Open Range de Kevin Costner : le marshal Poole
- 2005 : Confession of a Pit Fighter (en) d' Art Camacho : Eddy Castillo
- 2008 : Dark World  (Franklyn) de   Gerald McMorrow (en) : Charlie
- 2009 : Public Ennemies de Mickaël Mann : Walter Dietrich
- 2011 : Miss Bala de Gerardo Naranjo : Jimmy
- 2011 : Yellow Rock de Nick Vallelonga : Max Dietrich
- 2012 : Django Unchained de Quentin Tarantino : Dicky Speck
- 2015 : Strictly Criminal (Black Mass) de Scott Cooper : Scott Garriola
- 2019 : Badland de Justin Lee : Fred Quaid
- 2021 : Flag Day de Sean Penn : le chef des motards
- 2023 : Among Wolves de Justin Lee : Thomas Barclay
- 2024 : Horizon : Une saga américaine, chapitre 1 (Horizon: An American Saga – Chapter 1) de Kevin Costner : Abel Naughton

#### Télévision
- 2006 : Las Vegas - ép. #4.3 : Warren Pederton
- 2006 : Broken Trail : Billy Fender
- 2008 : The Capture of the Green River Killer : Jeb Dallas
- 2014 : Chicago Fire : Papa Lullo (3 épisodes)

### Comme producteur
- 2001 : The House Next Door
- 2003 : Sans issue (en) (The Box) :

### Comme scénariste
- 2003 : Sans issue (en) (The Box) :